# Бай-Тал
Бай-Тал — сільське поселення (сумон) входить до складу Бай-Тайгинського кожууна Республіки Тива Російської Федерації. До складу сумона входить село Бай-Тал, яке, водночас, має статус центру сумона.

## Населення
Населення сумона станом на 1 січня року:
| Рік       | 2011 | 2012 | 2013 | 2014 | 2015 | 2016 |
| --------- | ---- | ---- | ---- | ---- | ---- | ---- |
| Населення | 1782 | 1740 | 1721 | 1746 | 1787 | 1785 |